# Brođani
 Brođani  falu Horvátországban, a Károlyváros megyében. Közigazgatásilag Károlyvároshoz tartozik.

## Fekvése
Károlyvárostól 10 km-re keletre a Kulpa jobb partján fekszik.

## Története
A honvédő háborúig itt vezetett át a Károlyváros – Sziszek vasútvonal a Kulpán. A vasúti hidat felrobbantották, mára csak a híd fele maradt meg a háborús pusztítás mementójaként.
A településnek 1910-ben 214 lakosa volt. A trianoni békeszerződésig Modrus-Fiume vármegye Vojnići járásához tartozott. Önkéntes tűzoltóegyletét 1956-ban alapították, ma mintegy tíz aktív tagja van. 2011-ben 143-an lakták.

## Lakosság
| Lakosság változása | Lakosság változása | Lakosság változása | Lakosság változása | Lakosság változása | Lakosság változása | Lakosság változása | Lakosság változása | Lakosság változása | Lakosság változása | Lakosság változása | Lakosság változása | Lakosság változása | Lakosság változása | Lakosság változása | Lakosság változása |
| ------------------ | ------------------ | ------------------ | ------------------ | ------------------ | ------------------ | ------------------ | ------------------ | ------------------ | ------------------ | ------------------ | ------------------ | ------------------ | ------------------ | ------------------ | ------------------ |
| 1857               | 1869               | 1880               | 1890               | 1900               | 1910               | 1921               | 1931               | 1948               | 1953               | 1961               | 1971               | 1981               | 1991               | 2001               | 2011               |
| 0                  | 0                  | 0                  | 0                  | 0                  | 214                | 222                | 0                  | 217                | 211                | 202                | 168                | 133                | 188                | 124                | 143                |

## Nevezetességei
A Kulpán egykor átívelő vasúti híd csonkja.